# 巴斯菲爾德 (密西西比州)
巴斯菲爾德（英語：Bassfield）是位於美國密西西比州傑佛遜·戴維斯縣的城鎮。

## 人口
根據2020年美國人口普查的數據，巴斯菲爾德的面積為2.59平方千米，皆為陸地。當地共有人口192人，而人口密度為每平方千米74人。